# Pearl Harbor Trilogy: Red Sun Rising
Pearl Harbor Trilogy: Red Sun Rising lub Pearl Harbor Trilogy - 1941: Red Sun Rising – komputerowa gra akcji wyprodukowana przez szwedzkie studio Legendo Entertainment i Arcade Moon oraz wydana przez Arcade Moon w 2010 na konsolę Wii.

## Rozrywka
W Pearl Harbor Trilogy: Red Sun Rising gracz wciela się w postać pilota walczącego podczas II wojny światowej na Pacyfiku. W grze występują licencjonowane maszyny lotnicze. 